# Philipp Sigismund Stosch
Philipp Sigismund Stosch, nach 1717 Philipp Sigismund Freiherr von Stosch (auch Philipp Sigismund Stossius, * 10. Juni 1656 in Küstrin/Preußen; † 6. November 1724 ebenda) war ein deutscher Arzt, Bürgermeister und Mitglied der Gelehrtenakademie „Leopoldina“.

## Leben
Philipp Sigismund Stosch war kurfürstlich brandenburgischer Leibarzt, Militär- und Civilarzt, desgleichen Garnisonarzt in Küstrin. Er war auch Ratsherr dieser Stadt.
Im Jahr 1717 wurde Philipp Sigismund Stosch nobilitiert und nannte sich ab diesem Zeitpunkt Philipp Sigismund Freiherr von Stosch (Stossius).
Am 10. Juni 1698 wurde Philipp Sigismund Stossius mit dem akademischen Beinamen Androcydes als Mitglied (Matrikel-Nr. 232) in die Leopoldina aufgenommen. Er gehörte der Sektion Medizin an.

### Familie
Philipp Sigismund Stosch war verheiratet mit Louisa (Luise) Vechner (* etwa 1660; † 1704). Der Sohn des Ehepaares, Baron Philipp von Stosch, wurde im Jahr 1691 in Küstrin geboren. Er lebte als Erwachsener überwiegend als Diplomat in Italien und betätigte sich als Kunsthistoriker und Antiquar. Er verstarb 1757.
Im Jahr 1692 wurde die Tochter Luise Hedwig Stosch geboren.